# Региональный европейский чемпионат Формулы
Региональный европейский чемпионат Формулы-Альпин (англ. Formula Regional European Championship by Alpine — Certified by FIA) — гоночная серия класса «Формула Regional», основанная в 2019 году.

## История
В 2017 году всемирный совет FIA утвердил создание нового международного чемпионата ФИА Формула-3 и заодно утвердил концепцию региональных чемпионатов Формулы-3. В ноябре 2018 года стало известно, FIA одобрила заявку Автоклуба Италии (ACI) и картингового промоутера WSK на проведение чемпионата, при этом отказав заявке Renault. Вместе с Азиатским чемпионатом Формулы-3 и Региональным американским чемпионатом Формулы они образуют ступень между национальными чемпионатами Формулы-4 и международным чемпионатом ФИА Формула-3.
31 октября 2020 года было объявлено об объединении чемпионата с Еврокубком Формулы-Рено. Промоутером нового регионального европейского чемпионата выступит Автомобильный клуб Италии, Renault будет поставлять двигатели под брендом Alpine.

## Регламент

### Автомобиль
Шасси: используется шасси из углепластикового монокока производства итальянской компании Tatuus под названием F3 T-318 и прошедшее омологацию FIA для участия в гонках класса Региональный чемпионат Формулы-3. По правилам чемпионата автомобиль должен иметь минимальную массу равную 685 кг. Дополнительно, он оснащён устройством безопасности «Halo». Такое же шасси используется в азиатском чемпионате Формулы-3 и в чемпионате W Series.
Двигатель: Renault MR18 FR I4 с турбоннаддувом объёмом 1,8 литров мощностью 270 л. с. и максимальным крутящим моментом 375 н·м. За сезон разрешено использовать только два двигателя и два турбонаддува включая тесты. При использовании третьего и последующего двигателя или турбонаддува полагается штраф в виде старта с конца стартовой решётки в следующей после замены гонке.
Коробка передач: секвентальная шестиступенчатая коробка передач, разработанная компанией Sadev.
Шины: Единственным поставщиком шин является компания Pirelli. За уик-энд разрешено использовать два комплекта шин для сухой погоды и два комплекта шин для влажной погоды в случае необходимости.
Подвеска: Передняя и задняя — двойные поперечные рычаги с толкателями.
Push-to-pass: С сезона 2022 года введена система «push-to-pass» — кратковременное увеличение мощности мотора для упрощения обгонов. В гонке разрешено активировать этот режим пять раз в течение 15 секунд.
Другие составляющие: Электронный блок управления двигателем Magneti Marelli SRG 140, Brembo поставляет тормозные системы, O.Z. поставляет алюминиевые колёсные диски.

### Гоночный уик-энд
Гоночный уик-энд состоит из двух тренировок, длительностью 50 минут, двух квалификаций по 20 минут каждая и двух гонок, длительностью 30 минут плюс дополнительный круг.
В пятницу проводятся две тренировки. В субботу проводится первая квалификационная сессия, по результатам которой определяется стартовая решётка к первой гонке, которая тоже проводится в субботу. В воскресенье проводится вторая квалификационная сессия, по её результатам определяется стартовая решётка ко второй гонке, которая тоже проводится в воскресенье.
Если квалификационное время круга пилота не входит в 110 % времени поул-позиции, то пилот не допускается на старт гонки. Для участия в гонке пилот обязан участвовать в квалификации.

### Участие в чемпионате
В чемпионате могут принять участие не более 36 гонщиков. Каждая команда обязана выставлять на гонку не менее двух, но не более трёх машин. Команды имеют право выставить четвёртую машину, однако машиной должна управлять женщина-гонщица, или такая заявка будет иметь статус «уайлд-кард».

### Система начисления очков
В чемпионате применяется стандартная система начисления очков, принятая в Формуле-1. Никаких дополнительных очков за поул-позицию и быстрые круги не начисляются.
| Система начисления очков | Система начисления очков | Система начисления очков | Система начисления очков | Система начисления очков | Система начисления очков | Система начисления очков | Система начисления очков | Система начисления очков | Система начисления очков | Система начисления очков |
| Место                    | 1                        | 2                        | 3                        | 4                        | 5                        | 6                        | 7                        | 8                        | 9                        | 10                       |
| ------------------------ | ------------------------ | ------------------------ | ------------------------ | ------------------------ | ------------------------ | ------------------------ | ------------------------ | ------------------------ | ------------------------ | ------------------------ |
| Гонка                    | 25                       | 18                       | 15                       | 12                       | 10                       | 8                        | 6                        | 4                        | 2                        | 1                        |

Дополнительно, существует отдельный зачёт среди новичков — пилоты, которые в прошлом сезоне приняли участие не более, чем в трех этапах в региональном европейском чемпионате или в чемпионате такого же уровня. Гонщики, участвующие в статусе «уайлд-кард» не имеют право на очки. Командный чемпионский титул присуждается команде, набравшей наибольшее количество очков за все этапы сезона, при этом учитываются результаты только двух лучших гонщиков команды в каждой гонке.

### Баллы к суперлицензии
Первая девятка пилотов по итогу сезона получают баллы к суперлицензии. Они начисляются согласно таблице:
| Система начисления баллов к суперлицензии | Система начисления баллов к суперлицензии | Система начисления баллов к суперлицензии | Система начисления баллов к суперлицензии | Система начисления баллов к суперлицензии | Система начисления баллов к суперлицензии | Система начисления баллов к суперлицензии | Система начисления баллов к суперлицензии | Система начисления баллов к суперлицензии |
| 1                                         | 2                                         | 3                                         | 4                                         | 5                                         | 6                                         | 7                                         | 8                                         | 9                                         |
| ----------------------------------------- | ----------------------------------------- | ----------------------------------------- | ----------------------------------------- | ----------------------------------------- | ----------------------------------------- | ----------------------------------------- | ----------------------------------------- | ----------------------------------------- |
| 25                                        | 20                                        | 15                                        | 10                                        | 7                                         | 5                                         | 3                                         | 2                                         | 1                                         |

## Трассы

### Сезон 2023
- Имола, Италия (2019—2023)
- Каталунья, Испания (2019—2023)
- Хунгароринг, Венгрия (2019, 2022—2023)
- Спа-Франкоршам, Бельгия (2021—2023)
- Муджелло, Италия (2019—2023)
- Поль Рикар, Франция (2019—2023)
- Ред Булл Ринг, Австрия (2019—2023)
- Монца, Италия (2019—2023)
- Зандворт, Нидерланды (2021—2023)
- Хоккенхаймринг, Германия (2023)

### Бывшие
- Валлелунга, Италия (2019—2020)
- Мизано, Италия (2020)
- Трасса имени Рикардо Тормо (2021)
- Монте-Карло, Монако (2021—2022)

## Сезоны

### 2019
Дебютный сезон состоял из восьми этапов, начался 13 апреля на трассе Поль Рикар, закончился 20 октября на трассе Монца. Чемпионом стал датчанин Фредерик Вести, пилот команды Prema Powerteam, набрав 467 очков, опередив своего ближайшего преследователя и напарника по команде Энцо Фиттипальди на 131 очко. Команда Prema Powerteam завоевала командный титул.

### 2020
Начало сезона было отложено из-за пандемии COVID-19. Сезон состоял из восьми этапов, начался 1 августа на трассе Мизано и закончился 6 декабря на трассе Валлелунга. Чемпионом стал бразилец Джанлука Петекоф, пилот команды Prema Powerteam, набрав 359 очков и опередив своих ближайших преследователей и напарников по команде Артура Леклера и Оливера Расмуссена на 16 очков. Команда Prema Powerteam вновь завоевала командный титул.

### 2021
Новый сезон после объединения чемпионата с Еврокубком-Формулы Рено. В чемпионате увеличилось количество команд и участников, а также заимствованы новые правила уик-энда. Сезон состоял из десяти этапов, начался 17 апреля на трассе Имола и закончился 31 октября на трассе Монца. На трёх этапах чемпионат стал серией гонок поддержки для Формулы-1. Чемпионом стал швейцарец Грегуар Соси, набрав 277 очков. Команда R-ace GP стала чемпионом среди команд.

### 2022
Сезон состоял из десяти этапов, начался 23 апреля на трассе Монца и закончился 23 октября на трассе Муджелло. Чемпионом стал швед Дино Беганович, набрав 300 очков. Команда Prema Racing завоевала командный титул.

### 2023
Сезон состоит из десяти этапов, начался 22 апреля на трассе Имола и закончился 22 октября на трассе Хоккенхаймринг. Чемпионом стал итальянец Андреа Кими Антонелли, набрав 300 очков. Команда Prema Racing завоевала командный титул.

## Чемпионы

### Личный зачёт
| Сезон | Победитель                         | Второе место                     | Третье место                        |
| ----- | ---------------------------------- | -------------------------------- | ----------------------------------- |
| 2019  | Фредерик Вести Prema Powerteam     | Энцо Фиттипальди Prema Powerteam | Игор Фрага DR Formula RP Motorsport |
| 2020  | Джанлука Петекоф Prema Powerteam   | Артур Леклер Prema Powerteam     | Оливер Расмуссен Prema Powerteam    |
| 2021  | Грегуар Соси ART Grand Prix        | Адриан Давид R-ace GP            | Пол Арон Prema Powerteam            |
| 2022  | Дино Беганович Prema Racing        | Габриеле Мини ART Grand Prix     | Пол Арон Prema Racing               |
| 2023  | Андреа Кими Антонелли Prema Racing | Мартиниус Стенсхорне R-ace GP    | Тим Трамниц R-ace GP                |

### Зачёт новичков
| Сезон | Победитель                       |
| ----- | -------------------------------- |
| 2019  | Фредерик Вести Prema Powerteam   |
| 2020  | Джанлука Петекоф Prema Powerteam |
| 2021  | Айзек Хаджар R-ace GP            |
| 2022  | Леонардо Форнароли Trident       |
| 2023  | Мартиниус Стенсхорне R-ace GP    |

### Командный зачёт
| Сезон | Победитель      | Второе место             | Третье место             |
| ----- | --------------- | ------------------------ | ------------------------ |
| 2019  | Prema Powerteam | DR Formula RP Motorsport | US Racing                |
| 2020  | Prema Powerteam | KIC Motorsport           | Van Amersfoort Racing BV |
| 2021  | R-ace GP        | ART Grand Prix           | Prema Powerteam          |
| 2022  | Prema Powerteam | R-ace GP                 | ART Grand Prix           |
| 2023  | Prema Powerteam | R-ace GP                 | Van Amersfoort Racing    |